# Zohar
El Zohar (en idioma hebreo זהר zohar, "esplendor") es, junto al Séfer Ietzirá, el libro central de la corriente cabalística, escrito por Rabí Shimon bar Yojai en el siglo II, o por el Rabino Mosé ben Shem Tob de León en el siglo XIII.

## Cábala del Sefer haZohar
El punto bueno que la persona encuentra en sí misma es parte de la Divinidad, pues todo el bien emana del Santo, bendito sea. La Torá, el Pueblo Judío y el Santo, bendito sea, son una unidad (Zohar, Introducción). De modo que cuando un punto bueno existe en un Judío –una mitzvá o una buena acción– este bien se encuentra completamente unido con el Santo, bendito sea. Pues “Dios es bueno para todos” (Salmos 145:9) y también está escrito: “Mira y observa que Dios es bueno” (Salmos 34:9). Todo bien que exista, sea la que fuera la forma en que se presente, emana realmente del Santo, bendito sea.

El Zohar es un texto sagrado para los judíos, de hecho cada parte de él es veraz y representa ‘el alma de la Torá’, en su exégesis: el significado esencial de la Torá, el secreto del alma de su alma. El Zohar cita diferentes niveles de hermenéutica bíblica, afirmando así que en la Cábala judía esta es esotérico-mística y ‘el alma de la sabiduría divina’, sin negar ‘su ropa y su cuerpo’… Pero quien se centra en el aspecto superficial tendría que lamentarse frente a aquellos que investigan profundamente su verdad. Ya en el Talmud, con Hillel y Shamai, se dice: «¡Estas y aquellas son palabras del Cielo, del Dios vivo!»

La Torá fue escrita originalmente con fuego negro sobre fuego blanco
Nahmánides

El Zohar es un “Corpus-uno” con la profecía de lo mismo: la Torá y el Zohar son revelados como auténtica sabiduría de Dios.

El vino y el aceite estaban ocultos dentro de las uvas y las aceitunas respectivamente, aludiendo así, implícitamente, a la dimensión oculta (esotérica, razín – secretos) de la Torá, el "alma de la Torá". Tal como en el alma del hombre distinguimos entre el alma propiamente dicha y el "alma del alma", lo mismo sucede con el "alma de la Torá": el vino es su alma propiamente dicha, mientras que el aceite es el "alma del alma", la verdadera base y esencia
v. Zohar III, 39a

Esta unidad es la revelacíon de "hombre volviéndose Torá”.

## Contenido
Está comprendido por exégesis (Midrashim) bíblicas, organizadas según la porción semanal de lectura de la Torá (la parashá semanal). El Zohar está dividido en tres cuerpos centrales:
1. el Zohar original,
2. los "Senderos de la Torá" (Sitrei Torá) y el "Comentario Desaparecido" (haMidrash haNe’elam), y
3. Re’ia Mehimana y “Arreglos” (Tikunim).

El Zohar, o segundo trabajo explicativo de la Cábala, ha sido llamado con justicia la "Biblia" de los cabalistas. Sobre su autoría, desde antiguo se manejan dos puntos de vista:
1. La tradición cabalística afirma que fue escrito en arameo por el Rabino Shimon bar Yojai, un sabio de los Tanaim de la época de la Mishná (la ley oral judía).
2. Sin embargo, debido a múltiples aspectos, tales como no aparecer citado en el Talmud, se debate sobre su autoría, se cree que su autor fue el filósofo judío y Rabino Moisés de León (en hebreo משה בן שם-טוב די-ליאון), también conocido como Moisés de Guadalajara. Fue un filósofo judío sefardí y rabino. Establecido en su natal Guadalajara, realizó alrededor de veinticuatro escritos sobre la Cábala y en 1286 se dice que ya tenía concluida gran parte del Zohar, incluyendo una versión distinta del Midrash. Moisés de León afirmó basarse en antiguos manuscritos del místico Rabí Shimon bar Yojai (siglo II), pues entonces era muy común entre los escritores judíos atribuir sus libros a autores clásicos. Por tal motivo se debate su autoría o coautoría con Bar Yojai. Investigadores como Yeshayahou Leibowitz atribuyen su autoría a Moisés de León, quien llegó a afirmar que "Es igual de claro que Moisés de León escribió el Zohar como que Theodor Herzl escribió El Estado Judío".[9]

La obra se divide en varios tratados y analiza los textos bíblicos para extraer de ellos su significado oculto. El universo se reparte entre los imperios de la luz y de las tinieblas, cada uno de ellos compuesto por diez esferas.
(traducción desde la página en inglés): El Zohar es la obra fundacional en la literatura del pensamiento místico judío conocido como Cábala (o Kabbalah). Es un grupo de libros que incluyen comentarios sobre los aspectos místicos de la Torá (los cinco libros de Moisés) e interpretaciones bíblicas y también material de teología, teosofía, cosmogonía, y psicología mística. El Zohar contiene una discusión sobre la naturaleza de Dios, del origen y la estructura del Universo, la naturaleza de las almas, la redención, la relación Ego-Oscuridad y de la unión del “verdadero yo” con la “Luz de Dios”, y la relación entre la «energía universal» y el hombre. Su interpretación de las Escrituras puede ser considerada como una forma esotérica de la literatura rabínica conocida como el Midrash, un método de estudio y análisis de las Sagradas Escrituras, que desarrolla la comprensión e interpretación de la sagrada Torá.
El Zohar está mayormente escrito en lo que se ha descrito como un estilo exaltado y excéntrico de arameo, un lenguaje hablado en la Tierra de Israel (Eretz Israel), durante el período romano en los primeros siglos de la era común. 
El Zohar reapareció de nuevo en el siglo XIII, y fue publicado por un escritor judío llamado Moisés de León. Moisés de León atribuyó la obra a Rabí Shimon bar Yojai, un rabino del siglo II que vivió durante la persecución romana, y que según la tradición judía, se ocultó del Imperio Romano en una cueva, y durante 13 años se dedicó al estudio de la Torá con su hijo el Rabino Eleazar. Durante este periodo fue inspirado por el profeta Elías para escribir el Zohar. Esto concuerda con la afirmación tradicional hecha por los partidarios de la cábala, de que la misma es una parte oculta de la Torá oral.
La opinión de la mayoría religiosa en el judaísmo rabínico tradicional ha sido que las enseñanzas de la Cábala fueron reveladas por Dios a personajes bíblicos, como Abraham y a Moisés (Moshé Rabeinu), y que se transmitieron oralmente desde la época bíblica hasta su redacción por parte del RabíShimon bar Yojai. Gershom Scholem hace un análisis académico del Zohar y ha teorizado que el Rabino Moisés de León fue el autor de la obra. Sin embargo, para los grupos judíos y no judíos practicantes y estudiosos de la Cábala este es un tema secundario, ya que no se ha podido constatar en plenitud una u otra postura. Parece lógico pensar que si Moisés de León afirmó haberse basado en antiguos manuscritos de Rabí Shimon bar Yojai (siglo II), podríamos encontrarnos ante una contribución después de varios siglos de distancia o bien ante un hallazgo de los manuscritos que viajaron desde Israel hasta Europa con el paso de los años. 
Algunos sectores judíos, principalmente no ortodoxos, se ajustan a opiniones como la de Gershom Scholem. Sin embargo, se sigue considerando el Zohar con una perspectiva enriquecedora que promueve un sentido más práctico para el judaísmo moderno.